# Возвращение живых мертвецов 3
«Возвращение живых мертвецов 3» (англ. Return Of The Living Dead III) — американский фильм ужасов с элементами мелодрамы 1993 года режиссёра Брайана Юзны, третья часть серии о живых мертвецах, начатой Джоном Руссо фильмом «Возвращение живых мертвецов». В США фильм собрал всего $54 207. Премьера фильма состоялась 29 октября 1993 года.

## Сюжет
Сотрудники военной лаборатории Пентагона во главе с полковником Джоном Рейнольдсом проводят очередные опыты, нацеленные на оживление убитых солдат. В результате неудачного эксперимента, оживший мертвец на глазах у группы военных чиновников убивает двух сотрудников лаборатории. После этого помещение изолируется от остальной части лаборатории. Однако, сотрудники и военные не подозревают, что свидетелями этого случая оказались сын полковника Рейнольдса Курт и его девушка Джули. Они проникли в экспериментальный центр после того, как Курту удалось украсть ключ к лаборатории у своего отца. Шокированные увиденным, молодые любовники тайком покидают центр. Вечером, во время езды на мотоцикле, Курт и Джули попадают в автокатастрофу. Курт остаётся невредимым, а Джули погибает в результате столкновения с деревом. Курт решает привезти труп Джули в лабораторию своего отца, чтобы использовать газ, которым военные оживляли умерших солдат. Для этого ему приходится частично приоткрыть металлическую бочку, в которой долгое время хранились трупы мертвецов. Джули оживает, недоумевая, что с ней произошло. Курт объясняет ей суть произошедшего. В этот момент труп одного из мертвецов также оживает и набрасывается на Джули. Курт отталкивает труп и паре удаётся покинуть лабораторию. Всё это запечатлевается на видеокамере внутреннего наблюдения. Военные чиновники узнают о случившемся и отдают приказ о поимке пары. Джули, между тем, постепенно превращается в зомби.

## Актёры
- Мелинда Кларк — Джулия Уокер
- Кент Маккорд — полковник Джон Рейнольдс
- Майк Морофф — Сантос
- Дж. Тревор Эдмонд — Курт Рейнольдс
- Джеймс Каллахэн — полковник Пек
- Джил Андре — доктор Бирс
- Джулиан Скотт Арена — Мого
- Сара Дуглас — подполковник Синклер
- Энтони Хикокс — доктор Хикокс

## Творческий коллектив
- Монтаж: Кристофер Рот
- Художник: Энтони Тремлей
- Художник по гриму: Сильви Найт

В отличие от предшествующих фильмов о зомби, Юзна пытается придать им человеческие интонации. Джулия, будучи живым мертвецом чувствует боль, ей присущи сложные эмоции влюбленности и ответственности за содеянное, которые угасают с каждой новой порцией человечины.

## Награды
- 1994 — Кинофестиваль в Амстердаме (англ. Amsterdam Fantastic Film Festival) — Приз Серебряный крик
- 1994 — Международный фестиваль фантастических фильмов в Жерармере — Приз зрительских симпатий